# Gouvernement Kowno

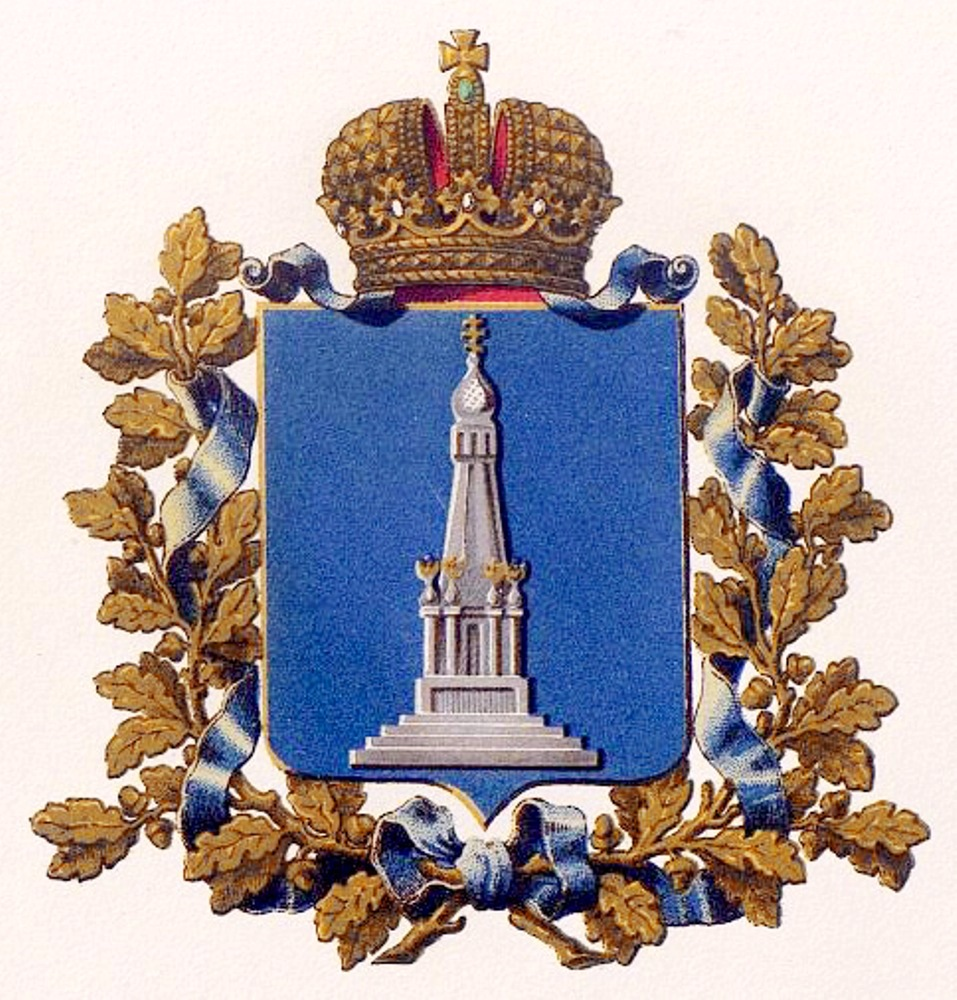
Wappen des Gouvernements

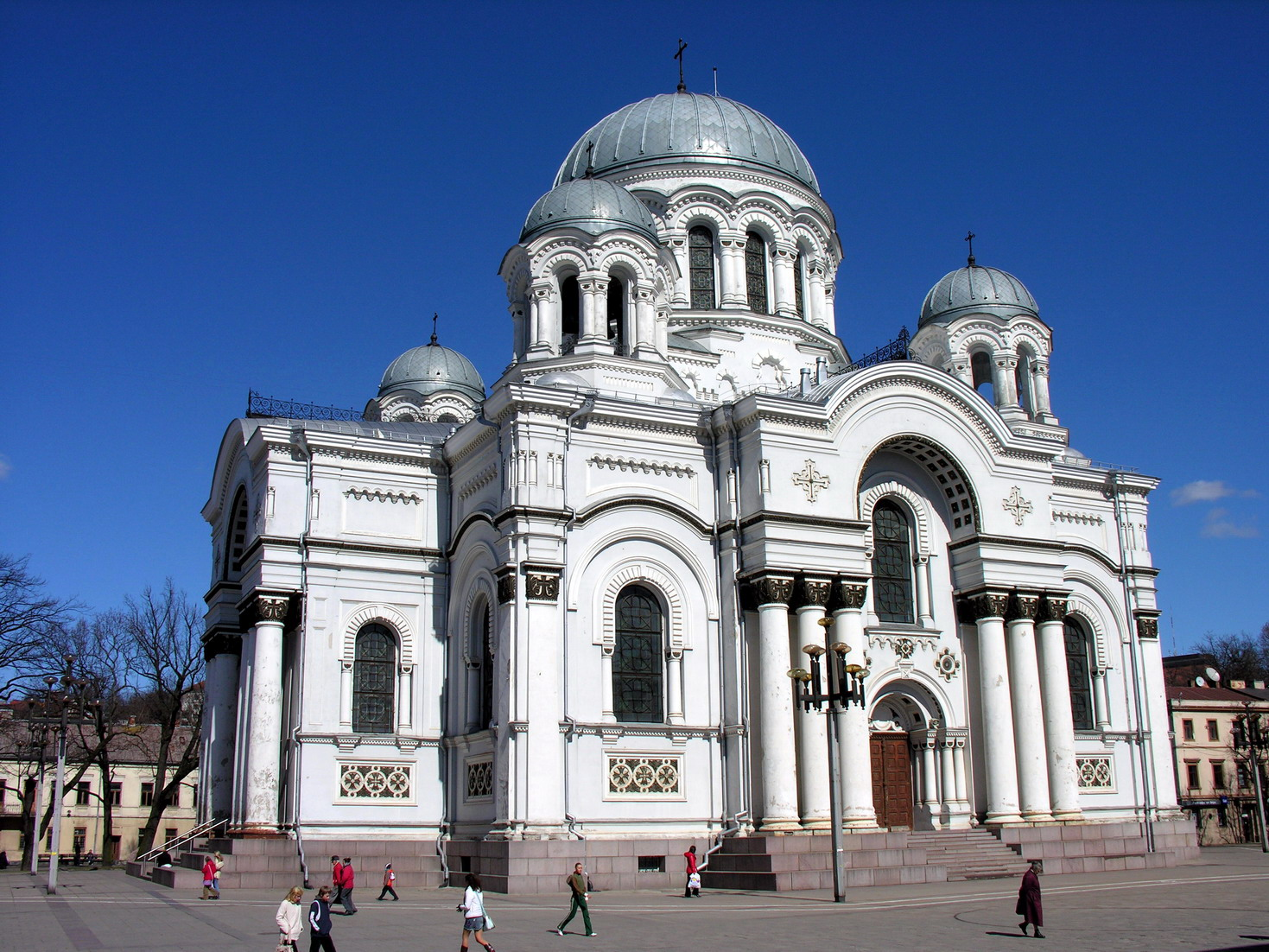
Orthodoxe militärische Kirche der Festung Kowno

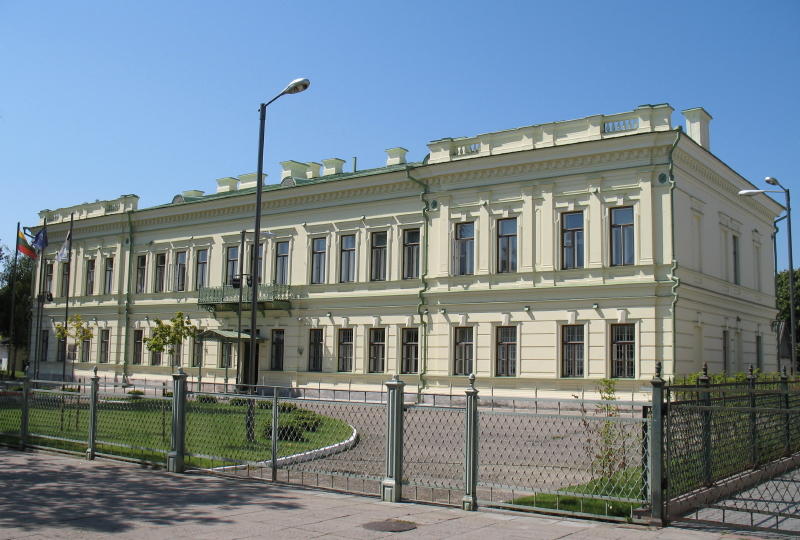
Sitz des Befehlshabers der Festung Kowno

Das Gouvernement Kowno (russisch Ковенская губерния Kowenskaja gubernija) war eine Verwaltungseinheit des Russischen Kaiserreiches. Solange dieses Bestand hatte, war es Teil des Generalgouvernements Wilna.
Es nahm nach heutigen Begriffen etwa die Westhälfte von Litauen ein, jedoch ohne die Ostseeküste, seinen Hauptteil bildete die Landschaft Samogitien (Žemaitėjė). Im Südwesten grenzte es an Ostpreußen, im Norden an das russische Gouvernement Kurland, im Osten und Südosten an das Gouvernement Wilna sowie im Süden an das russisch-polnische Gouvernement Suwalki.
Es hatte eine Fläche von 40.641 km², Hauptstadt war Kowno (litauisch Kaunas).
Gebildet wurde es 1843 durch die Teilung des Gouvernements Litauen-Wilna, das dabei ebenfalls entstandene Gouvernement Wilna erhielt dafür Gebiete im Süden und Osten. Im Jahre 1883 gab es das Bezirksgericht Kaunas. Bestand hatte das Gouvernement bis zur Unabhängigkeit Litauens, wobei es de facto schon seit der deutschen Besetzung Westrusslands (Ober Ost) ab 1915 nicht mehr existierte.

## Kreise
Eingeteilt war es in sieben Ujesdy (Kreise):
- Kowno
- Nowoalexandrowsk (heute Zarasai)
- Ponewesch (lit. Panevėžys)
- Rossieny (lit. Raseiniai)
- Schaulen (lit. Šiauliai)
- Telschi (lit. Telšiai)
- Wilkomir (heute Ukmergė)[1]

## Statistik

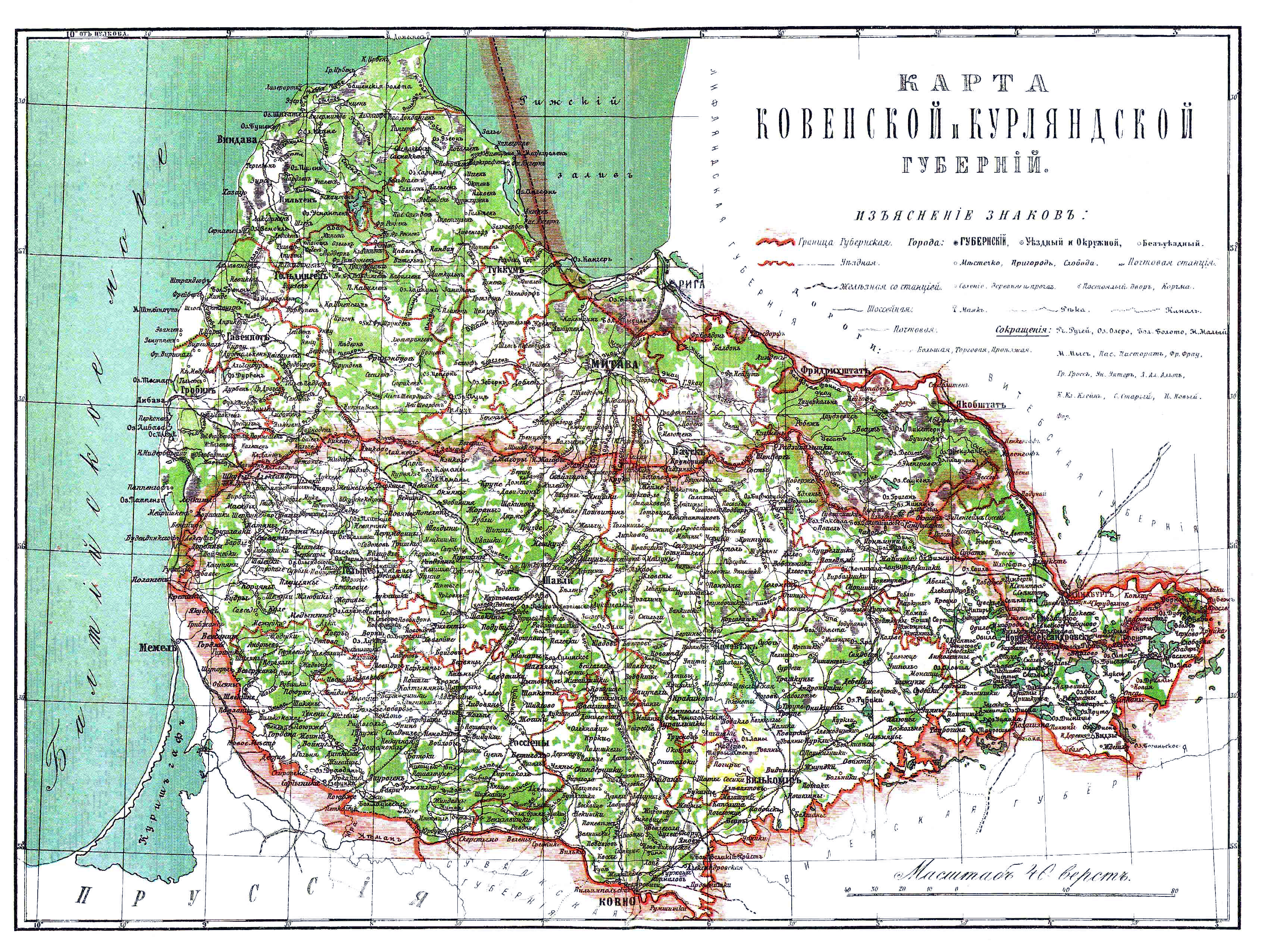
Die Gouvernements Kowno und Kurland in einer russischen Karte um 1890

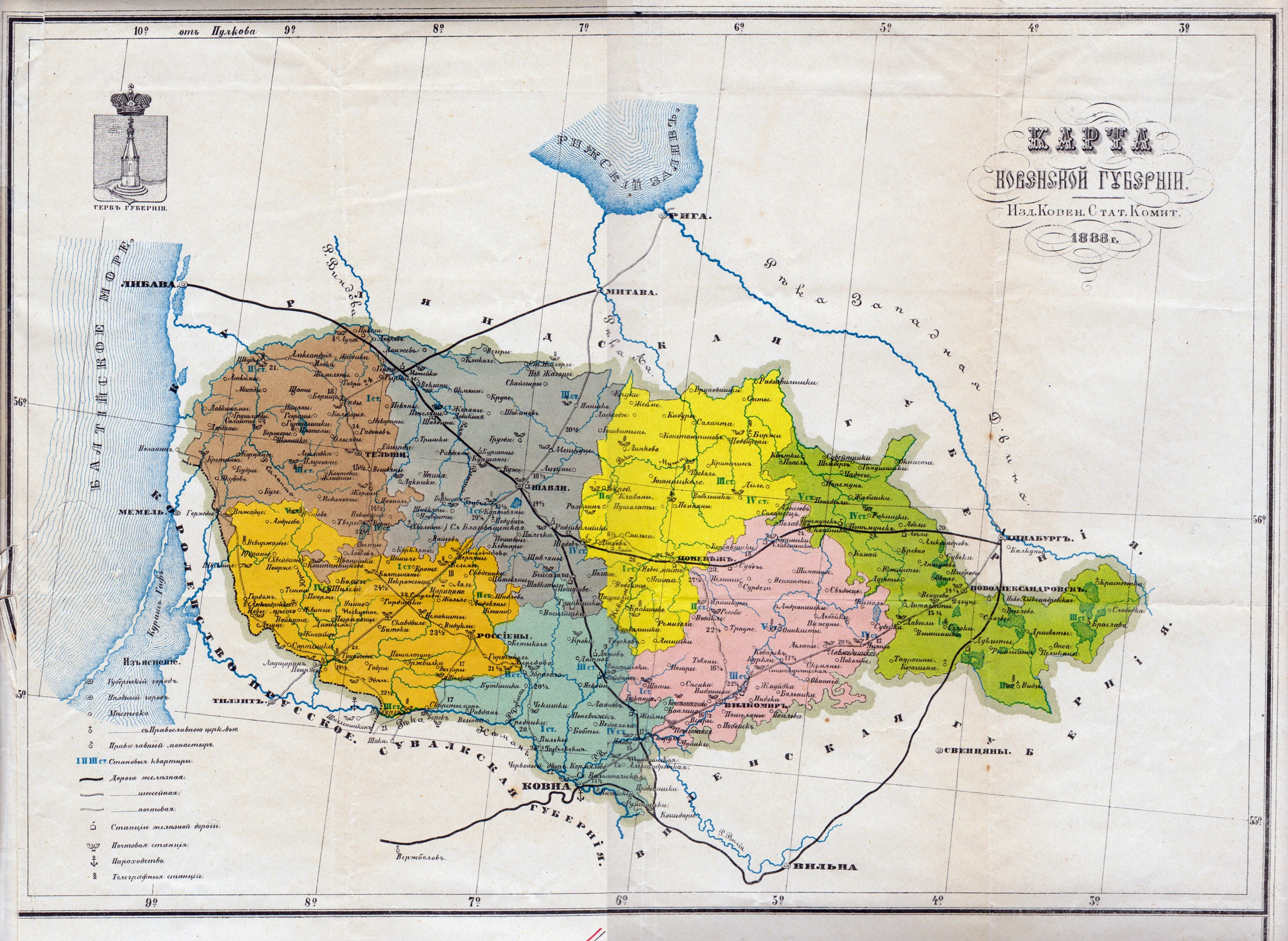
Verwaltungsgliederung des Gouvernements Kowno (Karte von 1888)

Nach der Volkszählung des Jahres 1897 hatte das Gouvernement 1.544.564 Einwohner. Davon waren 574.853 Litauer, 444.921 Žemaiten (Samogiten), 212.028 Juden, 139.618 Polen, 72.872 Russen, 37.798 Weißrussen, 35.188 Letten, 21.762 Deutsche, sowie kleinere Gruppen von Ukrainern und Tataren.
Die Landwirtschaft war der Haupterwerbszweig der Bevölkerung und stand auf relativ hoher Stufe. Ende des 19. Jahrhunderts wurden größere Projekte zur Hebung des Ertrages vorgenommen, etwa zur Entwässerung der Sümpfe und zur Verbesserung des Viehstandes. Die Ernte war 1902 63.0282 t Weizen, 438.300 t Roggen, 183.134 t Hafer, 109.995 t Gerste, 328.730 t Kartoffeln. Daneben war der Flachsbau von größerer Bedeutung, der durch das milde, feuchte Klima begünstigt wurde. Der Viehbestand belief sich auf 500.000 Stück Rindvieh, 330.000 Pferde, 310.000 (grobwollige) Schafe, 260.000 Schweine und 100.000 Ziegen. Auch wurden viele Gänse gezogen. Der Bergbau war ganz bedeutungslos, die Industrie noch wenig entwickelt und mit Ausnahme von Kowno und Schaulen auf die Verarbeitung landwirtschaftlicher Produkte beschränkt. Man zählte 1893 138 Fabriken mit 1.500 Arbeitern und 8 Millionen Rubel Produktionswert. Der Handel erstreckte sich auf Getreide, Flachs und Holz.